# Cucina dello Hunan

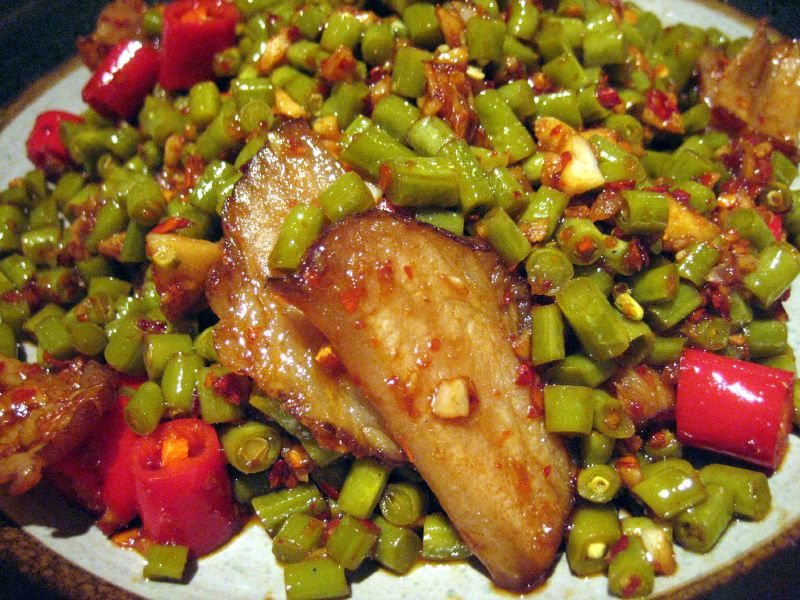
Prosciutto crudo dello Hunan con fagioli marinati

La cucina dello Hunan, o cucina Xiang, è una cucina cinese conosciuta per i suoi sapori piccanti e speziati, similmente alla vicina cucina del Sichuan. Essendo lo Hunan una provincia lontana dal mare, la dieta locale si basa su prodotti ittici di acqua dolce, carne, fagioli fermentati, funghi essiccati, germogli di bambù e prodotti provenienti dalle foreste.
Il governo provinciale dello Hunan ha iscritto 44 ricette e 38 tecniche tradizionali nel registro di sua competenza del patrimonio culturale immateriale di livello provinciale.

## Caratteristiche
La cucina dello Hunan è caratterizzata dall'uso abbondante di ingredienti, dai colori ricchi e brillanti e dall'alto valore nutrizionale. Il clima umido della provincia non permette una corretta conservazione della carne fresca, il ché spiega l'ampio consumo di carne stagionata. I principali condimenti utilizzati sono a base di peperoncino, coriandolo, fagioli di soia neri fermentati, cipolle e zenzero. I gusti sono tipicamente piccanti e salati, ma possono tendere anche al dolce come nel caso dell'hongshao rou, nel quale viene aggiunto lo zucchero. A differenza della cucina del Sichuan che si focalizza sul sapore piccante e intorpidente (mala), i sapori dello Hunan sono spiccatamente piccanti.
Si possono individuare tre scuole all'interno della cucina dello Hunan:
- la cucina del fiume Xiang: fa largo uso di olio e le pietanze tendono a essere dense, pastose e ricche di colore. Le zuppe sono leggere.[5]
- la cucina del lago Dongting: è a base di pesce di acqua dolce e selvaggina.[5]
- la cucina delle città di Jishou, Huaihua e Dayong: i piatti sono a base di selvaggina, piccanti, aspri e affumicati.[5]

## Piatti
| Italiano                                               | Cinese semplificato | Pinyin                | Note  |
| ------------------------------------------------------ | ------------------- | --------------------- | ----- |
| Anatra alla birra                                      | 啤酒鸭              | Píjǐu yā              |       |
| Vermicelli di riso in stile Changsha                   | 长沙米粉            | Chángshā mǐfěn        |       |
| Manzo stufato con vermicelli di riso in stile Changsha | 常德牛肉米粉        | Chángdé níuròu mǐfěn  |       |
| Tofu in stile Changsha                                 | 长沙臭豆腐          | Chángshā chòu dòufǔ   |       |
| Prosciutto stagionato a vapore                         | 腊肉                | làròu                 | [ 5 ] |
| Pollo di Dong'an                                       | 东安子鸡            | Dōng'ān zǐjī          | [ 5 ] |
| Gan guo di pollo                                       | 干锅鸡              | Gānguō jī             |       |
| Tofu in stile casalingo                                | 家常豆腐            | Jiācháng dòufǔ        |       |
| Semi di loto in sciroppo di zucchero caramellato       | 冰糖湘莲            | Bīngtáng xiānglián    | [ 5 ] |
| Maiale brasato di Mao                                  | 毛氏红烧肉          | Máo shì hóngshāo ròu  | [ 3 ] |
| Pollo con salsa mala                                   | 麻辣子鸡            | Málà zǐjī             |       |
| Gamberi schiacciati in baccello di loto                | 莲藕虾仁            | Lián ǒu xiā rén       |       |
| Polpette perlacee                                      | 珍珠肉丸            | Zhēnzhū ròuwán        |       |
| Torta di zucca                                         | 南瓜饼              | Nánguā bǐng           | [ 6 ] |
| Straccetti di maiale con verdure                       | 农家小炒肉          | Nóngjiā xiǎo chǎoròu  |       |
| Sapori affumicati al vapore                            | 腊味合蒸            | Làwèi hézhēng         |       |
| Costolette cotte a vapore in bambù                     | 竹筒蒸排骨          | Zhútǒng zhēng páigǔ   |       |
| Testa di pesce al vapore e salsa piccante              | 剁椒蒸鱼头          | Duòjiāo zhēng yútóu   | [ 6 ] |
| Anatra fritta al sangue                                | 炒血鸭              | Chǎoxuéyā             |       |
| Carne fritta con douchi e peperoncino                  | 豆豉辣椒炒肉        | Dòuchǐ làjiāo chǎoròu | [ 5 ] |
| Salsa al peperoncino di Yongfeng                       | 永丰辣酱            | Yǒngfēng làjiàng      | [ 2 ] |